# Joe Saraceno
Joseph Saraceno (* 16. Mai 1937 in Utica, New York; † 15. Oktober 2015) war ein US-amerikanischer Musikproduzent.

## Leben
Joseph Saraceno studierte an der St. Lawrence University Business Administration und Psychologie. Nach seinem Abschluss zog er nach Los Angeles und begann für US Steel zu arbeiten. Mit Tony Savonne zusammen schrieb er, mehr zum Spaß, den Song The Freeze und sandte ihn an ABC-Paramount. Die Plattenfirma war begeistert und brachte den Song als Single unter dem Namen Tony and Joe heraus. Er sang und spielte Saxophon. Das Lied erreichte in den Billboard Hot 100 Platz 33. Die Nachfolgesingle Where Can You Be? floppte allerdings.
Nach dem Flop verlegte er sich auf die Musikproduktion und arbeitete zunächst unabhängig. Sein erster Hit wurde The Happy Reindeer von Russ Regan, das Platz 34 der US-Charts erreichte. Bei dem Song übernahm er die Koproduktion. Es folgten Hitsongs von Dorsey Burnette ((There Was A) Tall Oak Tree) und Sir Chauncey (Beautiful Obsession), die er solo betreute.
1961 arbeitete er hauptberuflich für Candix Records von Herb Newman und begann vor allem mit Instrumental-Bands zusammenzuarbeiten. Er arbeitete mit einer frühen Version der Beach Boys zusammen und produzierte deren erste Single Surfin’, verkannte aber ihr Potential. Anschließend produzierte und schrieb er für eine ganze Reihe von Surfbands, darunter The Marketts und The Routers. Die größte Entdeckung waren jedoch The Ventures, mit denen er bis etwa 1970 zusammen arbeitete.
Von 1965 bis 1970 arbeitete er mit Liberty Records zusammen. 1965 ließ er von der Studioband T-Bones die Melodie aus einer Alka-Seltzer-Werbung einspielen und evrschickte sie mit Packungen des Produkts an verschiedene Radiostationen. Der Marketing-Trick hatte Erfolg: der Song erreichte Platz 3 der Billboard-Charts. Die T-Bones durften auch live auftreten im Line-up Dan Hamilton, Joe Frank Carollo und Tommy Reynolds, später bekannt als Hamilton, Joe Frank & Reynolds, die mit Fallin' in Love einen Nummer-Drei-Hit hatten, der auch von Saraceno produziert wurde.
Von 1980 bis Ende 1990 lebte Saraceno sehr erfolgreich von seinem Back-Katalog, den er in verschiedenen Filmen und Fernsehprogrammen unterbrachte.